# مسجد ساده
مسجد ساده مربوط به سدهٔ ۷ ه.ق است و در شهرستان استهبان، ایج واقع شده و این اثر در تاریخ ۱۲ اسفند ۱۳۱۵ با شمارهٔ ثبت ۲۸۰ به‌عنوان یکی از آثار ملی ایران به ثبت رسیده است.